# 薬石
薬石（やくせき）は、禅宗で、夕食のことである。

## 概要
比丘の携帯を許された道具の中のひとつである鍼を「薬石」と称した。「玄応音義」巻18に「病を攻むるを薬石といふ、古人石を以て針となし、今人鉄を以てす、皆な病者を療す」とあるのはこれである。
また、戒律上では、正午以後の食事は禁止されているが、病者があって医療のための食事は許されていたので、これを「薬石」と称した。「黄檗清規」に「薬石は晩食なり、比丘は午をすぐれば食はず、故に晩食を薬石と名づく。饑渇の病を療せんがためなり」とある。律の精神を採って夕食の意に解釈したものという。